# Wiler
Wiler (toponimo tedesco) è un comune svizzero di 570 abitanti del Canton Vallese, nel distretto di Raron Occidentale.

## Geografia fisica

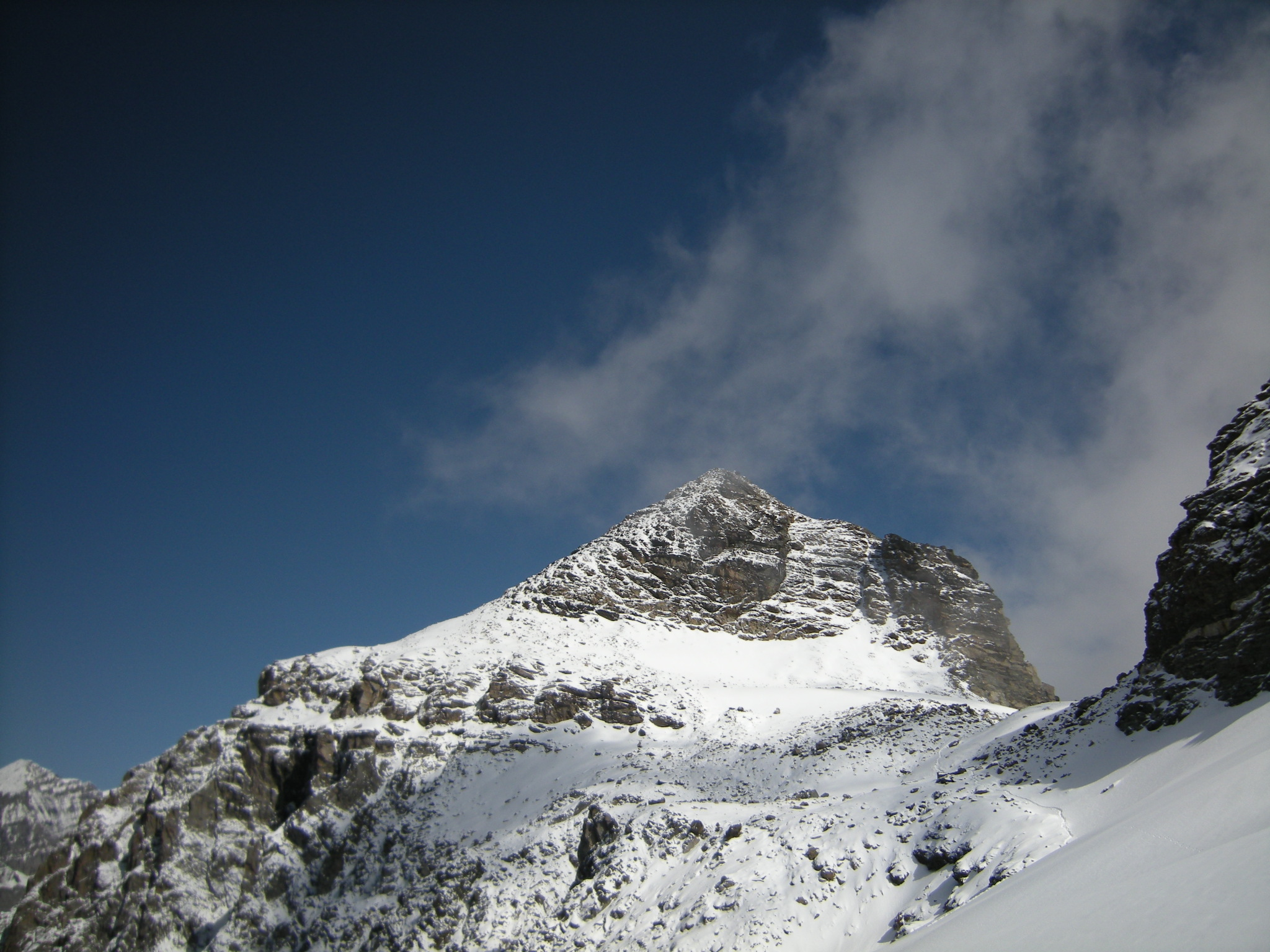
Lo Hockenhorn

Sorge nella Lötschental, valle laterale della valle del Rodano.

## Monumenti e luoghi d'interesse
- Chiesa parrocchiale cattolica di Santa Maria, eretta nel 1952[1].

## Società

### Evoluzione demografica
L'evoluzione demografica è riportata nella seguente tabella:
Abitanti censiti

## Economia

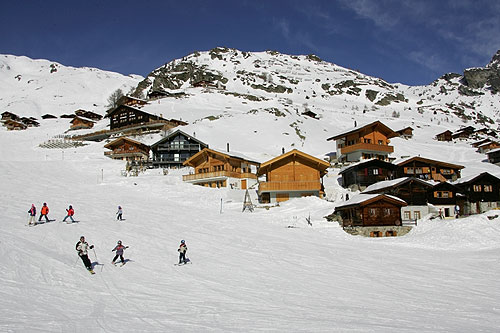
Lauchernalp

Nel territorio comunale sorge la stazione sciistica di Lauchernalp, sviluppatasi a partire dagli anni 1970.

## Amministrazione
Ogni famiglia originaria del luogo fa parte del cosiddetto comune patriziale e ha la responsabilità della manutenzione di ogni bene ricadente all'interno dei confini del comune.